# Black Ice (Album)
Black Ice (englisch für „Glatteis“) ist das 14. internationale Studioalbum der australischen Hard-Rock-Band AC/DC. In Australien ist es bereits das 15. Studioalbum der Gruppe. Es erschien am 17. Oktober 2008 und damit mehr als acht Jahre nach Stiff Upper Lip, daraus ergibt sich die bislang längste Zeitspanne zwischen zwei AC/DC-Alben. Das Album wurde von Brendan O’Brien produziert und von Mike Fraser im Warehouse Studio in Vancouver, Kanada aufgenommen und abgemischt. Mit 56 Minuten und 34 Sekunden handelt es sich um AC/DCs bislang längstes Studioalbum.
Die erste Singleauskopplung mit dem Lied Rock ’n’ Roll Train erschien bereits am 28. August 2008.
Black Ice ist das letzte Album mit dem Rhythmusgitarristen und Mitbegründer Malcolm Young, der an den Aufnahmen des Nachfolgeralbums aus gesundheitlichen Gründen nicht mehr teilnehmen konnte.

## Hintergrund

### Produktion
Im Januar 2006 wurde bekannt, dass die Band mit der Arbeit an neuen Liedern begonnen hatte. Die Produktion begann nach einer neunjährigen Aufnahmepause seit ihrem letzten Album. Zu dieser Zeit setzte sich die Band jedoch keinen Veröffentlichungstermin, um während der Produktion nicht in Termindruck zu geraten. Wie auf allen AC/DC-Alben seit The Razors Edge aus dem Jahr 1990 waren ausschließlich die Brüder Young am Schreiben des neuen Songmaterials beteiligt, auch wenn der Sänger Brian Johnson zwei Jahre zuvor in einem Interview äußerte, dass auch er an neuen Liedern mit den Brüdern schreiben würde. Mike Fraser, ein langjähriger Sound-Engineer und Mixer der Band, war maßgeblich an der Produktion beteiligt. Die Aufnahmen fanden im Warehouse Studio statt, ohne dass die Band vorher geprobt hatte. Bereits bei den ersten Aufnahmen zeigte sich die Band in beeindruckender Form, was Fraser und sein Team begeisterte.
Fraser betonte, dass das Ziel war, den typischen AC/DC-Sound einzufangen, der die Performance der Band authentisch widerspiegeln sollte. Brendan O’Brien, der Produzent des Albums, arbeitete eng mit der Band an den Arrangements und Tempi der Songs, während Fraser sich auf den Sound konzentrierte. Die Zusammenarbeit im Studio verlief reibungslos, und es gab keine nennenswerten Tiefpunkte.
Malcolm und Angus Young waren die Hauptakteure während der Produktion und bestimmten die klangliche Richtung des Albums. Fraser arbeitete auch eng mit Richard Jones, dem Langzeittechniker der Band, zusammen, um die bestmöglichen Klänge zu erzielen. Die Band legte großen Wert darauf, dass die Aufnahmen ohne technische Spielereien auskamen, was den charakteristischen, unverfälschten Sound von AC/DC unterstreicht.
Besondere Aufmerksamkeit erhielt Brian Johnsons Gesang, der auf Black Ice als außergewöhnlich kraftvoll und beeindruckend beschrieben wird. Fraser führte dies auf Johnsons gute körperliche Verfassung und die sorgfältige Arbeit von Brendan O’Brien zurück. Die Band verfolgte bei der Produktion nicht das Ziel, frühere Erfolge wie Back In Black zu wiederholen, sondern wollte ein eigenständiges, temporeiches Album schaffen.
Trotz negativer Reaktionen auf frühere Alben blieb AC/DC ihrem Stil treu und konzentrierte sich darauf, Musik zu machen, die ihnen selbst gefiel. Diese Authentizität trug maßgeblich zum Erfolg von "Black Ice" bei, das sowohl bei Fans als auch Kritikern gut ankam.
Am 15. August, zwei Monate bevor Black Ice auf den Markt kam, drehte die Gruppe in London ein Musikvideo zur ersten Single Rock ’n’ Roll Train, drei Tage später gab die Band auf ihrer Homepage das Veröffentlichungsdatum des neuen Albums bekannt.

### Musikalischer Stil
Musikalisch gibt es einige Besonderheiten auf Black Ice. So benutzt Angus Young im Song Stormy May Day erstmals auf einer Studioaufnahme einen Bottleneck. Brian Johnsons Gesangslinien zeigen teils ungewohnte Melodiebögen, vor allem auf Anything Goes. Des Weiteren setzten AC/DC wieder verstärkt Perkussions-Instrumente wie Shaker (Big Jack) oder Tambourin (Anything Goes) ein. Derartige Sounds hatten sie vor allem auf Titeln der ersten Alben häufig eingesetzt (z. B. It's a Long Way to the Top). Anything Goes birgt als weitere Besonderheit keyboardähnliche Sequenzen der Gitarre.

### Covergestaltung
Das Albumcover wurde von Joshua Marc Levy gestaltet, einem Grafikdesigner und großen AC/DC-Fan. Levy, der für das gesamte Cover- und Booklet-Konzept verantwortlich war, berichtete, dass der kreative Prozess sechs Monate dauerte und ohne direkten Kontakt zur Band stattfand. Die Kommunikation erfolgte hauptsächlich über die Manager von Columbia Records.
Levy begann mit der Arbeit, nachdem er einige der neuen Songs gehört hatte, darunter Rock’n’Roll Train und Anything Goes. Das Design des Covers entwickelte sich aus einer ursprünglichen Idee von Malcolm Young, ein klassisches Foto von einem Zugwrack zu verwenden, was jedoch aufgrund eines bereits existierenden Covers von Mr. Big verworfen wurde. Der Titel des Albums wurde daraufhin in Black Ice geändert.
Während einer Reise hatte Levy die Eingebung für das endgültige Design: ein schwarz auf schwarzes, glänzendes Cover mit Rock-’n’-Roll-Flügeln. Dieses Design, inspiriert durch die ikonische Optik von Back in Black, wurde schließlich umgesetzt und fand großen Anklang. Die Rückseite des Albums zeigt Bilder von Brian Johnson, Phil Rudd, Malcolm Young und Cliff Williams, wobei Angus Young auf der Vorderseite hervorgehoben wird. Levy versuchte, die anderen Bandmitglieder ebenfalls ins Rampenlicht zu rücken, insbesondere Brian Johnson, der zuvor noch nie auf einem Cover abgebildet war.

### Veröffentlichung
Im Juni 2008 wurde bekanntgegeben, dass das Album in den USA ausschließlich über Wal-Mart erhältlich sein werde. Um dem Ansturm gerecht zu werden, hatte der Walmart-Konzern eigene kleine Black-Ice-Läden in seinen Filialen eröffnet. Es wurden vier verschiedene Versionen von diesem Album veröffentlicht, drei davon mit unterschiedlich farbigen Schriftzügen (rot, gelb und grau), während die vierte Version eine Special Edition mit hellblauem Schriftzug und erweitertem Booklet mit Songtexten darstellt. Das Video zur Single Rock 'n' Roll Train wurde als erstes überhaupt in ein Excel-Makro programmiert und zur Verfügung gestellt. Damit ist es möglich, das Video in einer normalen Excel-Datei anzuschauen.

## Titelliste
Alle Musik und Texte stammen von Angus Young und Malcolm Young.
1. Rock ’n’ Roll Train – 4:21
2. Skies on Fire – 3:34
3. Big Jack – 3:57
4. Anything Goes – 3:22
5. War Machine – 3:09
6. Smash ’n’ Grab – 4:06
7. Spoilin’ for a Fight – 3:17
8. Wheels – 3:28
9. Decibel – 3:34
10. Stormy May Day – 3:10
11. She Likes Rock ’n’ Roll  – 3:53
12. Money Made – 4:15
13. Rock ’n’ Roll Dream – 4:41
14. Rocking All the Way – 3:22
15. Black Ice – 3:25

## Kritiken
Michael Pilz sah Black Ice in der Online-Ausgabe der Welt in der Tradition der als Klassiker geltenden Alben Highway to Hell und Back in Black. Im Bezug auf typische Elemente des AC/DC-Stils schrieb er:

„Es ist alles da: die sorgsam ausgelesenen Ein-Akkord-Riffs und der auf dem Grundton pumpende Bass. Die kreischenden Gesänge über sprichwörtliche Feuersbrünste, Spielkarten und Eisenbahnen.“

Christian Schachinger vom österreichischen Standard beschrieb das neue Album ebenfalls sinngemäß als das, was man von AC/DC gewohnt sei, indem er die Musik als „aufregend wie altbekannt“ bezeichnete. Er schrieb weiter:

„Mag sich in Chorsätzen und zurückgenommenem Tempo auch so etwas wie Altersmilde einschleichen. Diese Musik war immer hier. Sie ist und bleibt: unbelehrbar! Rocking All the Way.“

Andreas Himmelstein vom Rock-Hard-Magazin vergab in deren Rubrik „Dynamit“ 8,5 von zehn möglichen Punkten und kam zu folgendem Urteil:

„Wenn eine der verlässlichsten Konstanten im Rock´n´Roll-Zirkus ein neues Album am Start hat, geht es eigentlich nicht um die Frage, was veröffentlicht wird, sondern wann es veröffentlicht wird. Dass AC/DC keinen Klassiker mehr im Stile von Back in Black oder Highway to Hell rausbringen werden, steht außer Frage – so ein Album dürfte wohl von kaum jemandem erwartet werden. Beschränken wir uns also auf die Vergleiche mit den letzten Studioalben der Band, und hier hat Black Ice die Nase vorn. Die Gitarrenarbeit ist traditioneller geraten, Brians Stimme klingt deutlich kräftiger, der Sound ist einen Tick wärmer und erdiger – und meiner Meinung nach wartet Black Ice mit einem typischeren AC/DC-Groove auf als Ballbreaker oder Stiff Upper Lip. Die Jungs hätten für meinen Geschmack ruhig mal öfter die Slide-Gitarre wie in Stormy May Day auspacken dürfen, und die tieferen Tonlagen am Anfang von Rocking All the Way stehen Brian Johnson absolut gut zu Gesicht. Zusammen mit dem Rose-Tattoo-mäßigen und eingängigen Anything Goes finden sich dann erstaunlicherweise doch so was wie kleine Überraschungsmomente.“

## Kommerzieller Erfolg

### Chartplatzierungen
| ChartsChartplatzierungen       | Höchstplatzierung | Wochen |
| ------------------------------ | ----------------- | ------ |
| Australien (ARIA)              | 1 (38 Wo.)        | 38     |
| Deutschland (GfK)              | 1 (55 Wo.)        | 55     |
| Österreich (Ö3)                | 1 (71 Wo.)        | 71     |
| Schweiz (IFPI)                 | 1 (46 Wo.)        | 46     |
| Vereinigte Staaten (Billboard) | 1 (35 Wo.)        | 35     |
| Vereinigtes Königreich (OCC)   | 1 (25 Wo.)        | 25     |

| ChartsJahrescharts (2008)      | Platzierung |
| ------------------------------ | ----------- |
| Australien (ARIA)              | 3           |
| Deutschland (GfK)              | 7           |
| Österreich (Ö3)                | 5           |
| Schweiz (IFPI)                 | 3           |
| Vereinigte Staaten (Billboard) | 15          |
| Vereinigtes Königreich (OCC)   | 25          |

| ChartsJahrescharts (2009)      | Platzierung |
| ------------------------------ | ----------- |
| Australien (ARIA)              | 37          |
| Deutschland (GfK)              | 13          |
| Österreich (Ö3)                | 7           |
| Vereinigte Staaten (Billboard) | 31          |
| Schweiz (IFPI)                 | 26          |

### Auszeichnungen für Musikverkäufe
Während der ersten zwei Tage wurden europaweit über 170.000 Exemplare des Albums verkauft. Damit löste es Death Magnetic von Metallica als Rekordhalter für den besten Verkaufsstart 2008 ab. In den USA verkaufte sich Black Ice am ersten Verkaufstag über 193.000 mal. Am 20. Oktober 2008 belegte das Album Platz 3 der australischen Albumcharts, nachdem es dort einen Tag vor dem offiziellen Veröffentlichungstermin (18. Oktober 2008) verkauft wurde.
Obwohl Black Ice zum Veröffentlichungszeitpunkt nicht über iTunes oder ähnliche Musikplattformen erhältlich war, schaffte es das Album es in 29 Ländern direkt auf Platz 1, u. a. in den britischen, amerikanischen, Schweizer, österreichischen und deutschen Albumcharts. Neben Black Ice zogen im Oktober 2008 die Alben Back in Black, Live, die wenige Wochen vor Black Ice veröffentlichte Live-DVD No Bull sowie die DVD-Box Plug Me In in die deutschen Albumcharts ein. Zuvor war es letztmals Elvis Presley im Jahr 1977 gelungen, fünf Alben gleichzeitig in den Charts zu platzieren. In Deutschland steht Black Ice auf Platz 14 der erfolgreichsten Alben in der Dekade zwischen 2000 und 2009, mit über eine Million verkauften Exemplare und fünf Platinauszeichnungen. In den deutschen Jahrescharts 2008 belegte das Album Platz 7, im Jahr 2009 belegte es in denselben Charts immer noch Platz 13. Bei der Grammy-Verleihung 2010 wurde die Gruppe in der Kategorie Best Rock Album nominiert, verlor jedoch gegen Green Days 21st Century Breakdown. Dafür gewann die Band bei derselben Verleihung einen Award für die Best Hard Rock Performance für das Lied War Machine.
| Land/Region                  | Auszeichnungen für Musikverkäufe (Land/Region, Auszeichnung, Verkäufe) | Verkäufe    |
| ---------------------------- | ---------------------------------------------------------------------- | ----------- |
| Argentinien (CAPIF)          | 2× Platin                                                              | 80.000      |
| Australien (ARIA)            | 5× Platin                                                              | 350.000     |
| Belgien (BRMA)               | 2× Platin                                                              | 60.000      |
| Brasilien (PMB)              | 2× Platin                                                              | 120.000     |
| Dänemark (IFPI)              | 4× Platin                                                              | 80.000      |
| Deutschland (BVMI)           | 5× Platin                                                              | 1.000.000   |
| Europa (IFPI)                | 2× Platin                                                              | (2.000.000) |
| Finnland (IFPI)              | 2× Platin                                                              | 49.660      |
| Frankreich (SNEP)            | 2× Platin                                                              | 400.000     |
| Griechenland (IFPI)          | Platin                                                                 | 10.000      |
| Irland (IRMA)                | 2× Platin                                                              | 30.000      |
| Italien (FIMI)               | Gold                                                                   | 35.000      |
| Kanada (MC)                  | 5× Platin                                                              | 400.000     |
| Neuseeland (RMNZ)            | 2× Platin                                                              | 30.000      |
| Niederlande (NVPI)           | Platin                                                                 | 60.000      |
| Österreich (IFPI)            | 3× Platin                                                              | 90.000      |
| Polen (ZPAV)                 | Platin                                                                 | 20.000      |
| Portugal (AFP)               | Gold                                                                   | 10.000      |
| Russland (NFPF)              | Platin                                                                 | 20.000      |
| Schweden (IFPI)              | 2× Platin                                                              | 80.000      |
| Schweiz (IFPI)               | 4× Platin                                                              | 120.000     |
| Spanien (Promusicae)         | Platin                                                                 | 80.000      |
| Ungarn (MAHASZ)              | 2× Platin                                                              | 12.000      |
| Vereinigte Staaten (RIAA)    | 2× Platin                                                              | 2.000.000   |
| Vereinigtes Königreich (BPI) | Platin                                                                 | 300.000     |
| Insgesamt                    | 2× Gold · 53× Platin ·                                                 | 5.416.660   |

Hauptartikel: AC/DC/Auszeichnungen für Musikverkäufe

## Tournee

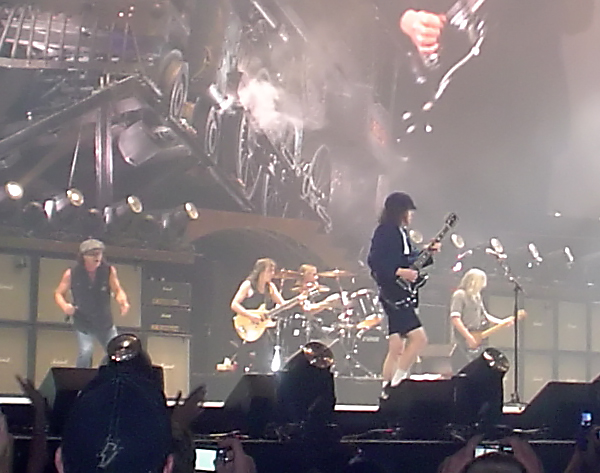
AC/DC live im Jahr 2009 bei einem Konzert in Tacoma, Washington (USA)

Die Black Ice World Tour begann am 28. Oktober 2008 in Nordamerika mit rund 50 Konzerten, die die Band bis zum 31. Januar 2009 absolvierte. Nach drei Wochen Pause wurde die Tour in Europa fortgesetzt. Im Jahr 2010 folgten weitere Konzerte in Japan, Australien und zum bereits dritten Mal große Stadien- und Festivalkonzerte in Europa.
Bis zum Finale am 28. Juni 2010 wurden 168 Konzerte innerhalb von knapp zwei Jahren gespielt. Dabei stellten AC/DC mehrere Weltrekorde auf. So wurden nicht nur in Deutschland, sondern auch in Australien die verfügbaren Tickets in Rekordzeit ausverkauft. Mit Einnahmen von 441,6 Millionen US-Dollar war es bis dahin die erfolgreichste der Bandgeschichte und die dritterfolgreichste Tournee einer Band überhaupt, nur überboten von den Rolling Stones (A Bigger Bang, 2005–2007) und U2 (U2 360°, 2009–2011).
Neben der ersten Single des neuen Albums Rock 'n' Roll Train spielten sie auch Big Jack, Anything Goes, War Machine und das Titelstück aus dem Album Black Ice während der Tournee live. Weiterhin wurden auch Klassiker wie Hells Bells, Dog Eat Dog oder T.N.T. gespielt.